# 29-я гвардейская общевойсковая армия
29-я гвардейская общевойсковая армия (29 ОА) — оперативное объединение в составе Сухопутных войск Российской Федерации.

## История
Формирование 29-й общевойсковой армии произошло в период 2010—2011 годов. 29-я общевойсковая армия сформирована в соответствии с Указом Президента Российской Федерации от 6 июля 2010 г. «О составе Вооружённых Сил Российской Федерации», директивой Министра обороны России от 18 июля 2010 г. «Об организационных мероприятиях, проводимых в Сухопутных войсках в 2010 году» и указаний Генерального штаба Вооружённых сил Российской Федерации от 24 июля 2010 г.
Соединения и воинские части 29-й общевойсковой армии дислоцированы на территории Забайкальского края с административным центром в г. Чита. Организационно 29-я армия входит в состав Восточного военного округа, штаб армии находится в Чите. Днём образования 29-й общевойсковой армии считается 23 августа 2010 г.
В феврале — марте 2023 года 36-я омсбр 29-й общевойсковой армии действовала в направлении Никольского в 4 км к юго-востоку от Угледара.
Летом 2023 года 29-я общевойсковая армия пребывала в резерве группировки войск «Восток», созданной на базе частей и соединений ВВО, которая занималась отражением украинского контрнаступления на востоке Запорожской области и западе Донецкой области.
4 марта 2024 года 29-й общевойсковой армии Указом президента Российской Федерации присвоено почётное наименование «гвардейская» за массовый героизм и отвагу, стойкость и мужество проявленные личным составом армии в боевых действиях по защите Отечества и государственных интересов в условиях вооружённых конфликтов.

## Состав

### 2020 год
- управление[9]:
- 36-я отдельная гвардейская мотострелковая Лозовская Краснознамённая бригада, в/ч 06705 (г. Борзя)
- 200-я артиллерийская бригада, в/ч 48271 (пгт Горный);
- 3-я ракетная бригада, в/ч 33558 (пгт Горный);
- 140-я гвардейская зенитная ракетная Борисовская ордена Кутузова бригада, в/ч 32390 (с. Домна);
- 101-я Хинганская бригада управления (г. Чита);
- 19-й полк радиационной, химической и биологической защиты, в/ч 56313 (п. Горный);
- Н-й инженерно-сапёрный полк;
- 73-й отдельный ремонтно-восстановительный батальон, в/ч 98607 (г. Чита);
- Н-й отдельный батальон РЭБ;
- Н-й отдельный радиобатальон ОсНаз;
- 43-я отдельная рота СпН;
- 108-я топографическая часть;
- 242-й командный пункт ПВО (г. Чита);
- Н-й командно-разведывательный центр.

## Командование
- генерал-лейтенант Романчук, Александр Владимирович (с августа 2010 г. — ВрИО, 9 января 2011 г. — 2014 г.),[3]
- генерал-лейтенант Авдеев, Алексей Юрьевич (июль 2014 г. — апрель 2017 г.),
- генерал-майор Поплавский, Евгений Валентинович (апрель 2017 г. — ноябрь 2018 г.),
- генерал-лейтенант Бердников, Роман Борисович (ноябрь 2018 г. — ноябрь 2021.)[10]
- генерал-майор Колесников, Андрей Борисович (ноябрь 2021 г. — 2022),
- генерал-майор Игнатенко, Александр Николаевич (с сентября 2022 г.)[1][11][12].
- генерал-майор Болгарев, Петр Николаевич (на январь 2023 года)[13][14]
- генерал-майор Моисеев, Олег Львович (на август 2023 года)